# Frank Borman

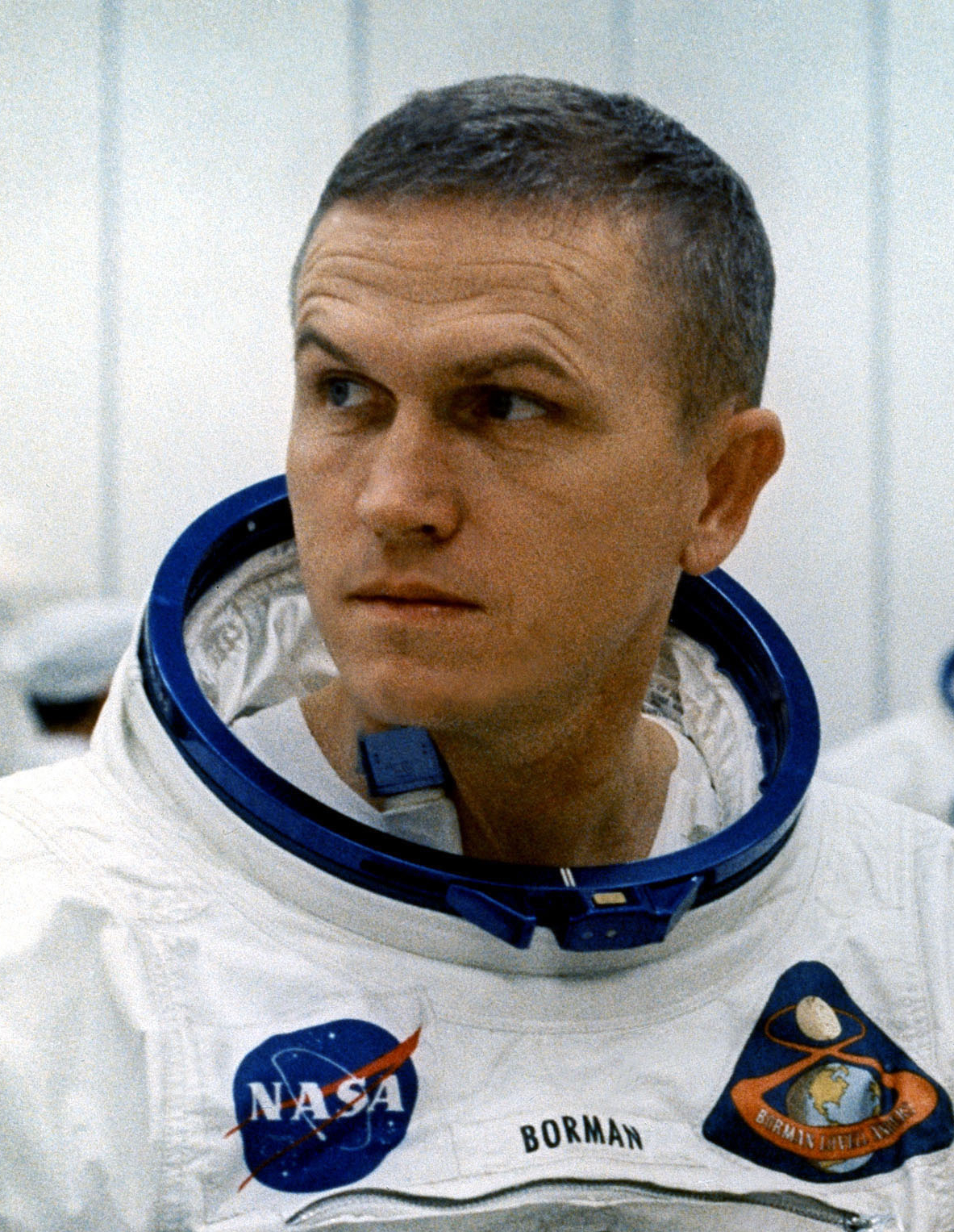
Frank Borman

Frank Frederick Borman II (Gary (Indiana), 14 maart 1928 – Billings (Montana), 7 november 2023) was een Amerikaans astronaut. Hij is vooral bekend geworden als commandant van de Apollo 8-missie, de eerste missie waarbij een bemand ruimtevaartuig een baan rond de maan vloog. Hij maakte deze tocht samen met Jim Lovell en William Anders. Van 1975 tot 1986 was Borman ook bestuursvoorzitter van Eastern Air Lines.
Borman was een van de ontvangers van de Congressional Space Medal of Honor. In de Home Box Office-miniserie From the Earth to the Moon werd Borman gespeeld door David Andrews.

## Biografie

### Vroege carrière
Borman werd geboren in Gary, Indiana. De Frank Borman-snelweg in deze stad is naar hem vernoemd. Daar Borman als kind veel gezondheidsklachten had vanwege het koude en vochtige weer in zijn geboorteplaats, besloot zijn vader met het gezin te verhuizen naar Tucson in Arizona.
Op zijn 15e begon Borman met vlieglessen te nemen. Hij volgde zijn vooropleiding aan de Tucson High School, en studeerde in 1950 af aan de United States Military Academy. Samen met een groot deel van zijn medestudenten ging hij na zijn afstuderen werken bij de United States Air Force (USAF) . Hier werd hij gevechtsvlieger. In 1957 haalde hij zijn Master of Science in luchtvaarttechniek aan Caltech. Later werd Borman testpiloot voor de USAF, tot hij in 1962 werd geselecteerd voor de tweede astronautengroep van NASA.

### NASA
Borman vloog tijdens zijn periode bij NASA mee met twee vluchten. Hij is een van de slechts vijf astronauten die bij zijn eerste vlucht al de rol van commandant had (de anderen zijn James McDivitt, Gerald Carr, Neil Armstrong, en Joe Engle). In 1965 was hij commandant van de crew van de Gemini 7, waar ook Jim Lovell deel van uitmaakte. Deze missie was een van de langste vluchten van het Geminiprogramma; in totaal bleven de astronauten 14 dagen in de ruimte.
Borman was de enige astronaut van de AS-204 Review Board, die onderzoek deed naar de Apollo 1-brand waarbij astronauten Virgil Grissom, Edward White en Roger Chaffee om het leven kwamen. Mede door zijn verklaring werd het Amerikaanse congres overtuigd van het feit dat de Apollo veilig genoeg was voor toekomstige vluchten.
Bormans tweede vlucht was die als commandant van de Apollo 8 in december 1968. Hij vloog wederom samen met James Lovell, en ditmaal ook met William Anders. De missie was aanvankelijk gepland als een vlucht om de aarde waarbij de maanlander en communicatie- en opsporingsmogelijkheden zouden worden getest. De maanlander was echter niet klaar. Daarom werd het doel van de missie aangepast tot een vlucht om de maan. 
De missie leverde belangrijke informatie voor de maanlanding van de Apollo 11 op 20 juli 1969.

### Eastern Air Lines
In 1970 ging Borman met pensioen bij zowel NASA als de luchtmacht, en werd adviseur voor Eastern Air Lines. Hier werkte hij zich een weg omhoog naar de rang van bestuursvoorzitter. De luchtvaartmaatschappij onderging in de late jaren 70 grote veranderingen, en ondanks een veelbelovende start deed Eastern Air Lines het niet al te best onder Bormans bestuur. Borman verkocht na veel onenigheid met de vakbonden Eastern aan Texas Air, geleid door Frank Lorenzo. In 1986 ging hij met pensioen bij Eastern.

### Pensioen
Borman keerde na zijn pensioen terug naar Tucson, Arizona. Sinds 2006 woonde hij in Las Cruces, New Mexico, waar hij zich bezighield met het herbouwen van vliegtuigen uit de Tweede Wereldoorlog en het tijdperk van de Koreaanse Oorlog. Tevens was hij lid van de Society of Antique Modelers (SAM).
Borman heeft nog meegespeeld in de documentaire When We Left Earth: The NASA Missions.
Borman overleed op 95-jarige leeftijd aan een beroerte.

## Prijzen
- Society of Experimental Test Pilots James H. Doolittle Award, 1976
- Congressional Space Medal of Honor, 1978
- Tony Jannus Award, 1986